# Sverrir Gudnason

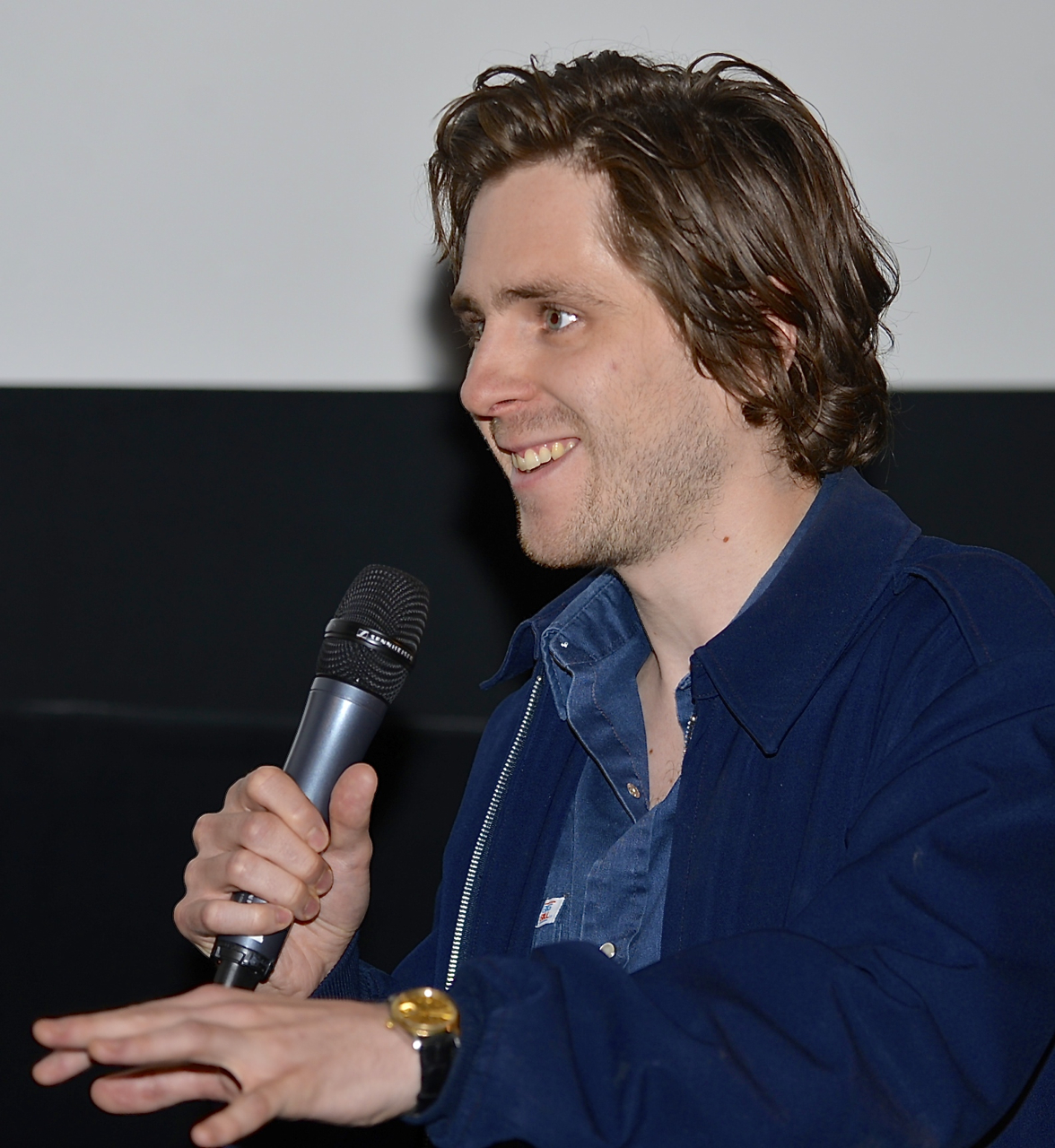
Sverrir Gudnason under presentationen av den Svenska filmhösten 2014 i Filmhuset i Stockholm 2014.

Sverrir Pall Gudnason (isländska: Sverrir Páll Guðnason), född 12 september 1978 i Allhelgonaförsamlingen i Lund, är en svensk skådespelare med isländskt ursprung. Han fick sitt genombrott 2007 som en av huvudrollerna i TV-serien Upp till kamp med manus av Peter Birro. 2017 spelade han Björn Borg i filmen Borg om den svenska tennisspelarens liv.

## Biografi
Gudnason föddes i Sverige men växte upp på Island. År 1990 flyttade familjen tillbaka till Tyresö i Sverige då hans far Guðni A. Jóhannesson fick tjänst som professor i byggnadsteknik på Kungliga Tekniska högskolan.
I sin barndom uppförde han tillsammans med sina vänner samhällskritiska pjäser i skolan i Reykjavík, där han spelade rektor. En person från Stadsteatern i Reykjavík kom och tittade och skickade folk från skolan på audition. De sökte en ung kille till huvudrollen i Världens ljus av Halldór Laxness och Gudnason fick rollen, som han spelade i nästan ett år. Hans mål blev därefter att bli skådespelare men efter flytten till Sverige stötte han på problem eftersom han inte kunde svenska. Han lärde sig ganska snabbt och lagom till gymnasiet föddes drömmen på nytt. Han började på teaterlinjen på Scengymnasiet S:t Erik  och fick samtidigt lite arbete på SVT.
På Shanghai International Film Festival 2009 fick han ta emot priset för bästa manliga skådespelare för sin roll i svensk/danska filmen Original. Han har även medverkat som polisaspiranten Pontus i Kurt Wallander-filmer, samt spelat huvudrollerna i pjäsen Storstadsljus (2008) på Göteborgs stadsteater och scenversionen av Paraplyerna i Cherbourg (2011) på Stockholms stadsteater.
I januari 2012 var han huvudperson i SVT:s Dom kallar oss skådisar, där han berättade att hans önskan att bli skådespelare föddes när han såg Bille Augusts Pelle Erövraren i samband med barnrollen på stadsteatern. I programmet visades också inspelningsarbetet av hans roll som Hugo Alfvén i filmen Balladen om Marie Krøyer (2012) om danska konstnärinnan Marie Krøyers liv och med just Bille August som regissör.
Vid Guldbaggegalan 2014 tilldelades han en Guldbagge i kategorin Bästa manliga biroll för sin roll som Sture Åkerberg i Monica Z. Vid Guldbaggegalan 2015 tilldelades han sin andra Guldbagge, denna gång i kategorin Bästa manliga huvudroll för rollen som Kristian i Flugparken.
Han har två barn tillsammans med Emelie Uggla, dotter till artisten Magnus Uggla.

## Filmografi
- 1989 – Áramótaskaup 1989
- 1996 – Sexton (TV-serie)
- 1998 – Nini (TV-serie)
- 2000 – Jesus lever
- 2001 – Anja
- 2001 – En förtrollad kväll
- 2001 – En ängels tålamod (TV-serie)
- 2001 – Familjehemligheter
- 2001 – Festival
- 2001 – Nya tider (TV-serie)
- 2002 – Stora teatern (TV-serie)
- 2002 – Suxxess
- 2003 – Cleo (TV-serie)
- 2003 – Köftbögen
- 2003 – Sprickorna i muren
- 2004 – 6 Points
- 2004 – Fröken Sverige
- 2004 – Som kärlek fast på riktigt!
- 2005 – Den utvalde
- 2005 – Kommissionen (TV-serie)
- 2005 – Lasermannen (TV-serie)
- 2006 – Mentor
- 2006 – Min frus förste älskare
- 2007 – Upp till kamp (TV-serie)
- 2008 – Kungamordet
- 2009 – 183 dagar (TV-serie)
- 2009 – Hotell Kantarell (TV-serie)
- 2009 – Julia
- 2009 – Original
- 2009 – Wallander – Cellisten
- 2009 – Wallander – Hämnden
- 2009 – Wallander – Kuriren
- 2009 – Wallander – Läckan
- 2009 – Wallander – Prästen
- 2009 – Wallander – Skulden
- 2009 – Wallander – Skytten
- 2009 – Wallander – Tjuven
- 2010 – Drottningoffret (TV-serie)
- 2010 – Ett tyst barn
- 2010 – Wallander – Arvet
- 2010 – Wallander – Dödsängeln
- 2010 – Wallander – Indrivaren
- 2010 – Wallander – Vålnaden
- 2011 – Elegia
- 2011 – Hur många lingon finns det i världen?
- 2012 – Balladen om Marie Krøyer
- 2012 – Call Girl
- 2012 – Mörkt vatten
- 2013 – Monica Z
- 2013 – Små citroner gula
- 2014 – Gentlemen
- 2014 – Min så kallade pappa
- 2014 – Flugparken
- 2015 – Badhotellet (TV-serie)
- 2015 – Cirkeln
- 2016 – Gentlemen & Gangsters (TV-serie)
- 2016 – Den allvarsamma leken
- 2017 – Borg
- 2018 – Fenix
- 2019–2021 – Älska mig (TV-serie)
- 2020 – Charter
- 2020 – Falling
- 2020 – The Book of Vision
- 2021 – Omerta 6/12
- 2021 – En kunglig affär (TV-serie)
- 2022 – Diorama
- 2023 – Fearless Flyers
- 2024 – Ronja Rövardotter (TV-serie)

## Teater

### Roller
| År   | Roll     | Produktion                                               | Regi                 | Teater                 |
| ---- | -------- | -------------------------------------------------------- | -------------------- | ---------------------- |
| 2007 | Frederic | Storstadsljus Howard Korder                              | Stefan Metz          | Göteborgs stadsteater  |
| 2011 | Guy      | Paraplyerna i Cherbourg Jacques Demy och Michel Legrand  | Alexander Mørk-Eidem | Stockholms stadsteater |
| 2015 | Guy      | Paraplyerna i Cherbourg Jacques Demy och Michel Legrand  | Alexander Mørk-Eidem | Stockholms stadsteater |
| 2024 | Martin   | En runda till (Druk) Thomas Vinterberg och Claus Flygare | Lisa James Larsson   | Scalateatern           |

## Priser och utmärkelser
- Guldbaggen för bästa manliga biroll, för Monica Z,  2014[8]
- Guldbaggen för bästa manliga huvudroll, för Flugparken,  2015[9]

[Redigera Wikidata]